# Europejscy Młodzi Konserwatyści
Europejscy Młodzi Konserwatyści (ang. European Young Conservatives, EYC) – europejskie zgrupowanie konserwatywnych i centroprawicowych organizacji młodzieżowych.
W 2014 EYC zrzeszało 25 organizacji z 22 różnych krajów. Organizacja jest niezależna i niepowiązana z żadną partią polityczną na poziomie europejskim, ale blisko współpracuje z Sojuszem Europejskich Konserwatystów i Reformatorów. Oficjalnie należy do Międzynarodowej Unii Młodych Demokratów.

## Historia
Organizacja została założona w Helsinkach 22 sierpnia 1993 przez młodzieżówki brytyjskiej Partii Konserwatywnej, duńskiej Konserwatywnej Partii Ludowej i islandzkiej Partii Niepodległości. W tym samym roku doszło do podziału w centroprawicowym DEMYC (Democrat Youth Community of Europe) w wyniku którego powstały dwie organizacje, większa wyznająca idee chrześcijańskiej demokracji i mniejsza prowadzona przez Andrew Rosindella idee szeroko pojętego konserwatyzmu. Głównymi punktami spornymi było dążenie do federalnej Europy oraz spojrzenie na liberalizację ekonomii.
Pierwszym przewodniczącym został Andrew Rosindell z brytyjskich Młodych Konserwatystów, który przewodził organizacji do 1997. W tym czasie EYC organizowało szkolenia dla nowo powstających demokratycznych partii politycznych w Europie Wschodniej, między innymi na Białorusi czy w Rosji.

## Struktura i organizacja
Europejscy Młodzi Konserwatyści organizują w przeciągu roku trzy główne wydarzenia. Największym z nich jest organizowany od 2011 Freedom Summit. Co roku organizowany jest również kongres, na którym wybierany zostaje zarząd oraz przewodniczący. Na kongresie w Londynie w 2017 na przewodniczącego został wybrany Radosław Fogiel z PiS, pierwszy Polak na tym stanowisku.

### Freedom Summit
- Cambridge, Wielka Brytania – 2011–2015
- Porto, Portugalia – 2016
- Warszawa, Polska – 2017[7]

### Kongres
- Warszawa, Polska – 2012
- Praga, Czechy – 2013
- Stambuł, Turcja – 2014
- Praga, Czechy – 2015
- Bruksela, Belgia – 2016
- Londyn, Wielka Brytania – 2017
- Warszawa, Polska – 2018
- Amsterdam, Holandia – 2019

### Zarząd

#### Przewodniczący
- Jakub Sivák – Obywatelska Partia Demokratyczna, Czechy

#### Zastępca Przewodniczącego
- Alexander Redpath – Ulsterska Partia Unionistyczna, Wielka Brytania

#### Sekretarz Generalny
- Michał Szpądrowski – Prawo i Sprawiedliwość, Polska

#### Wiceprzewodniczący
- Gabriel Kroon – Szwedzcy Demokraci, Szwecja
- Frederik Jansen – Forum na rzecz Demokracji, Holandia
- Megan Gallacher – Szkocka Partia Konserwatywna, Wielka Brytania
- Viktor Rooseleer – Nowy Sojusz Flamandzki, Belgia
- Raz Granot – Likud, Izrael
- Christopher Smyth – Ulsterska Partia Unionistyczna, Wielka Brytania
- Nathaniel Organ – Prawo i Sprawiedliwość, Polska
- Alexios Karamanolas – Grecja

#### Skarbnik
- Mo Metcalf Fisher – Partia Konserwatywna, Wielka Brytania

## Członkowie
| Kraj            | Organizacja                               | Partia                                   |
| --------------- | ----------------------------------------- | ---------------------------------------- |
| Armenia         | Młoda Kwitnąca Armenia                    | Kwitnąca Armenia                         |
| Białoruś        | Młodzież BNF                              | Białoruski Front Ludowy                  |
| Belgia          | Młodzi N-VA                               | Nowy Sojusz Flamandzki                   |
| Bułgaria        | YBWC                                      | –                                        |
| Czechy          | Młodzi Konserwatyści                      | Obywatelska Partia Demokratyczna         |
| Gruzja          | Młodzi Konserwatyści                      | Konserwatywna Partia Gruzji              |
| Holandia        | Forum Młodych na rzecz Demokracji         | Forum na rzecz Demokracji                |
| Islandia        | Młodzi Niepodległościowcy                 | Partia Niepodległości                    |
| Izrael          | Młodzież Likud                            | Likud                                    |
| Liechtenstein   | Młodzi PPO                                | Postępowa Partia Obywatelska             |
| Litwa           | Forum Młodych AWPL                        | Akcja Wyborcza Polaków na Litwie         |
| Luksemburg      | ADRenalin                                 | Alternatywna Demokratyczna Partia Reform |
| Łotwa           | Dla Ojczyzny i Wolności/LNNK Klub Młodych | Dla Ojczyzny i Wolności/LNNK             |
| Niemcy          | Młodzi Reformatorzy                       | Liberalno-Konserwatywni Reformatorzy     |
| Norwegia        | Młodzi Partii Postępu                     | Partia Postępu                           |
| Polska          | Forum Młodych PiS                         | Prawo i Sprawiedliwość                   |
| Portugalia      | Młodzi Ludowcy                            | CDS – Partia Ludowa                      |
| Rumunia         | Młodzi Nowej Republiki                    | Nowa Republika                           |
| Szwajcaria      | Młodzi SVP                                | Szwajcarska Partia Ludowa                |
| Szwecja         | Młodzi Szwedzcy Demokraci                 | Szwedzcy Demokraci                       |
| Wielka Brytania | Młodzi Konserwatyści                      | Partia Konserwatywna                     |
| Wielka Brytania | Konserwatywna Przyszłość Szkocji          | Szkocka Partia Konserwatywna             |
| Wielka Brytania | Młodzi Unioniści                          | Ulsterska Partia Unionistyczna           |
| Włochy          | Młodzi dla Wolności                       | –                                        |
| Włochy          | Kierunek Włochy                           | Kierunek Włochy                          |
| Wyspy Owcze     | HUXA                                      | Farerska Partia Ludowa                   |

| Państwo           | Organizacja                            | Partia                        |
| ----------------- | -------------------------------------- | ----------------------------- |
| Australia         | Młodzi Liberałowie                     | Liberalna Partia Australii    |
| Kanada            | Młodzi Konserwatyści                   | Konserwatywna Partia Kanady   |
| Nowa Zelandia     | Młodzi Nowozelandzcy Narodowcy         | Nowozelandzka Partia Narodowa |
| Stany Zjednoczone | Krajowa Federacja Młodych Republikanów | Partia Republikańska          |